# ОШ „Јован Јовановић Змај” Суботица
ОШ „Јован Јовановић Змај” у Суботици је државна образовна установа, основана је као осмолетка 1950. године. Школа носи име по Јовану Јовановићу Змају, српском лекару, песнику и издавачу.
У школи је септембра 1956. године уведена двојезична настава на српскохрватском и мађарском језику. Године 1958. школа је прешла у зграду бивше Учитељске школе, која је од 1959. до 1964. године служила као Вежбаоница Учитељске школе.
Покрајински завод за школство Војводине, изабрао је школу за експериментално учење нематерњег језика у 1. и 2. разреду за експериментално извођење наставе у области математике, за увођење двојезичне наставе и за експеримент у допунској настави.

## Награде и признања
- 1970. Октобарска награда града Суботице,
- 1978. Плакета СУБНОР-а Југославије,
- 1982. Награда „Партизански учитељ”.